# 독일 문제

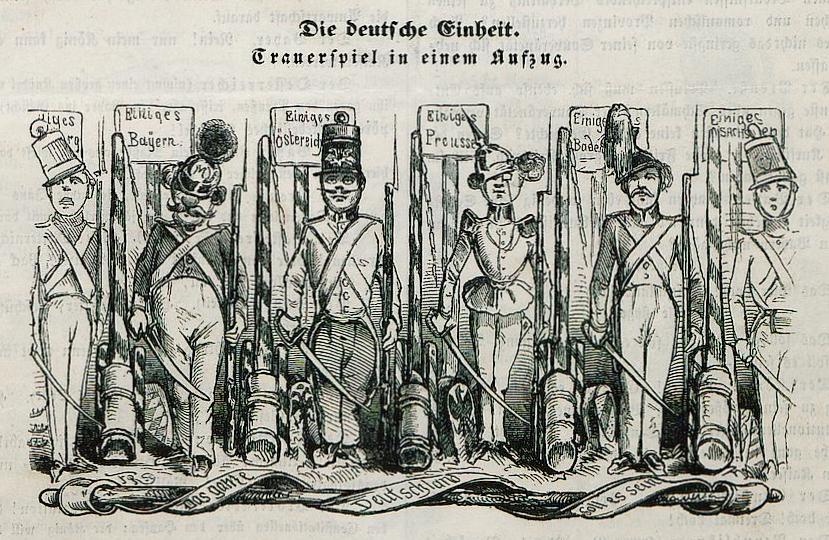
독일의 각 국가들이 서로를 다른 국가로 인식하는 독일 통일의 큰 실패를 묘사하는 뮌히너 로이흐트쿠겔른(Münchner Leuchtkugeln)의 1848년 만화.
적힌 내용을 번역하면 다음과 같다: "독일의 통일. 한 행위에 담긴 비극."

독일 문제(독일어: Deutsche Frage)는 19세기, 그 중에서도 특히 1848년 혁명 기간 동안 독일인들이 거주하는 영토를 어떻게 효과적으로 통일할 것인지에 대한 논쟁을 말한다. 1815년부터 1866년까지 독일 연방에는 약 37개의 독일어를 사용하는 독립국이 존재했다. 이를 해결하기 위해 대독일주의(독일어: Großdeutsche Lösung)는 독일어를 사용하는 모든 민족과 그 영토를 하나의 국가 아래 통합할 것을 주장했으며, 주로 오스트리아 제국과 이들의 지지자들에 의해 추진되었다. 반면, 소독일주의(독일어: Kleindeutsche Lösung)는 북독일의 국가들만을 대상으로, 오스트리아의 어떤 영토도 포함하지 않은 채로 독일을 통일하기를 주장했으며, 이는 주로 프로이센 왕국의 지지를 얻었다.
이 해결책들은 이들이 각각 창설할 것을 주장한 대독일(독일어: Großdeutschland)과 소독일(독일어: Kleindeutschland)이라는 이름에서도 살펴볼 수 있다. 이 해결책들은 모두 성장해가던 독일 민족주의의 일부였다. 이 주장을 실현하기 위한 독일인들은 동시대의 공통된 민족과 언어를 공유하는 통일된 국가를 건설하려는 이탈리아와 세르비아 등에서와 비슷한 노력들을 펼쳤다.
냉전 기간 동안 이 용어는 독일의 분단과 재통일에 관한 문제를 지칭하기 위해 사용되기도 했다.

## 배경
정치지리학적으로, '독일'이라는 명칭을 사용할 만할 적절한 지역이 없다. 독일인들은 매우 많은 왕국, 대공국, 공작령과 대공국에 거주하며, 각각의 국가들은 모든 기관을 갖춘 독립적인 주권자에 의해 개별적으로 통치된다. 그러나 민족적 감정과 독일인들을 하나의 공통의 수장에 의해 국가 단위로 통치되는 하나의 위대한 국가로 통합하려는 자연스러운 암류(undercurrent)가 있다.— The New York Times, 1866년 7월 1일

중앙유럽의 프로이센 왕국(파란색)과 오스트리아 제국(노란색)과 독일의 여러 독립국(회색)의 1820년 국경을 나타낸 지도. 빨간색 선은 독일 연방의 국경을 나타내며, 지도에서는 프로이센과 오스트리아 모두 독일 연방에 속하지 않는 영토를 지배하고 있다.

수 세기에 걸쳐, 느슨한 독일의 신성 로마 제국는 제국의 구성 국가들에 대한 황제의 권위 상실에 대처해야만 했다. 많은 사망자를 발생시킨 30년 전쟁은 신성 로마 황제의 권위에 큰 악영향을 주었는데, 그 이유는 30년 전쟁을 거치면서 신성 로마 제국의 국경을 넘어 크게 영토를 확장한 브란덴부르크-프로이센이 합스부르크 군주국과 경쟁하는 유럽의 절대 왕국으로 성장했기 때문이다. 그러는 동안 독일 내의 도시국가들은 더욱 많은 수로 쪼개졌다. 18세기 신성 로마 제국은 각각의 다른 지배자에 의해 통치되는 1000개 이상의 개별 국가들로 구성되었다.
오스트리아와 프로이센 사이의 경쟁은 오스트리아 왕위 계승 전쟁으로 이어졌고, 이는 이후 프랑스 혁명과 나폴레옹의 유럽 지배 시기까지 지속되었다. 신성 로마 제국이 해체될 것을 대비한 오스트리아의 합스부르크가는 1804년에 오스트리아 제국을 선포했다. 1806년 8월 6일, 합스부르크가의 프란츠 2세는 프랑스와의 나폴레옹 전쟁 중에 신성 로마 황제의 직위를 포기하면서 제국이 해체되었다. 1815년 빈 회의의 최종 결정에 따라 복원된 독일 연방은 국가가 아니라 이전 신성 로마 제국의 영토의 많은 주권 국가들로 구성된 연방 연합체에 불과했다.
여러 요인이 독일 문제의 논쟁에 영향을 주었지만 가장 두드러진 요인은 종교였다. 대독일 해결책은 19세기 초 독일에서 가장 거대하고 강력한 국가였던 가톨릭 오스트리아가 지배적인 위치를 차지한다는 것을 의미했다. 결과적으로 가톨릭교도가 많고 오스트리아에 우호적인 독일의 남부의 국가들은 대독일 해결책을 선호했다. 반면, 프로이센의 주도로 독일이 통일되는 소독일 해결책은 호엔촐레른가의 새로운 국가 지배를 의미했으며, 이것은 대부분의 북부 주들과 개신교도들에게 우호적인 반응을 얻게 만들었다. 논쟁에 영향을 준 또다른 복잡한 요인은 오스트리아 제국에 헝가리인, 체코인, 남슬라브인, 이탈리아인, 폴란드인, 루테니아인, 루마니아인, 슬로바크인들과 같은 비독일이 많이 포함되어 있다는 것이었다. 이를 더욱 복잡하게 만든 것은, 오스트리아가 비독일 지역을 포기해야 한다면 통일 독일에 포함되기를 꺼려한다는 것이었다.

## 1848년 혁명

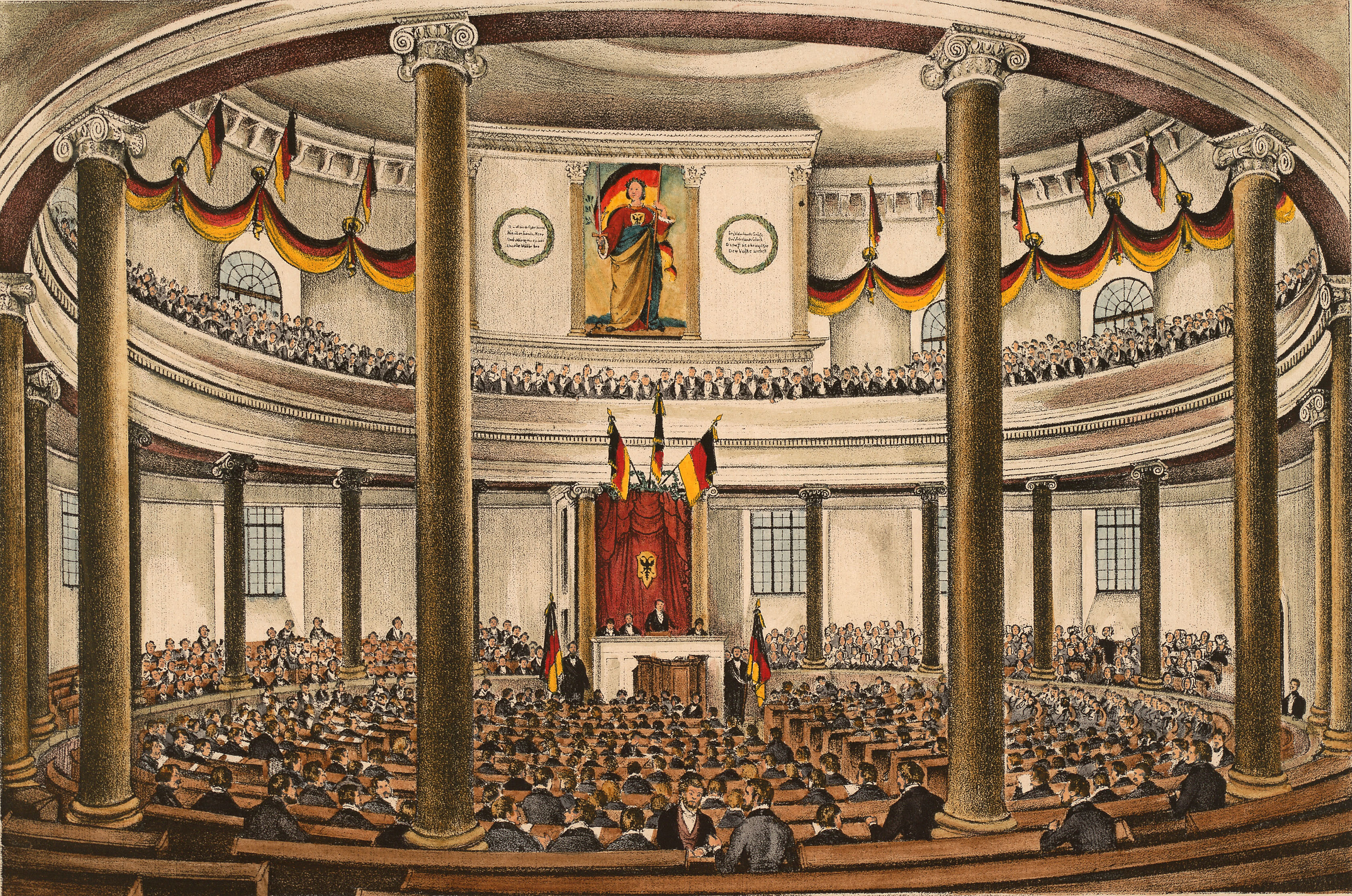
1848-1849년 프랑크푸르트 파울 교회에서 열린 최초의 독일의 국민의회.

1848년 독일의 자유주의자들과 민족주의자들은 혁명으로 연합하여 프랑크푸르트 국민의회를 구성했는데, 이 국민의회는 독일인들이 거주하는 모든 영토를 하나의 국가로 통합할 것을 요구했다. 일반적으로, 중도 좌파는 공화주의의 대독일 해결책을, 중도 자유주의자들은 입헌군주제를 갖춘 소독일 해결책을 선호하였다.
대독일 해결책을 선호하는 사람들은 합스부르크가가 1440년부터 1806년까지 거의 400년 간 신성 로마 제국을 통치했기 때문에 오스트리아가 통일 독일을 이끄는 데에 가장 적임자라고 주장했다. 그러나 오스트리아의 합스부르크가는 비독일어권 영토를 상당 부분 통치하고 있었기 때문에 많은 문제를 일으켰다. 합스부르크가가 통치하는 비독일어권 영토 중에서 가장 큰 것은 슬로바크인, 루마니아인, 크로아티아인 등을 포함한 헝가리 왕국이 있었으며, 이 외에도 합스부르크가는 오스트리아 본토보다 크기가 큰 체코인들의 보헤미아 왕국, 폴란드인, 루신인, 우크라이나인 등이 포함된 갈라치아 지역, 슬로벤인의 크라인 공국, 이탈리아인의 롬바르디아 베네치아와 트렌토의 티롤 등의 여러 영토도 지배했다. 보헤미아, 크라인, 트렌토를 제외하면 합스부르크가의 비독일어권 영토는 독일 연방에 속하지 않았다. 이는 이 영토들이 이전 신성 로마 제국의 영토가 아니었으며, 그들 중 어느 국가도 독일 연방에 속하기를 원하지 않았기 때문이다. 체코의 정치인 프란티셰크 팔라츠키는 합스부르크 제국의 슬라브인들의 영토는 독일 문제의 논쟁 대상이 아니라고 말하면서 프랑크푸르트 국민의회가 제안한 위임장을 명시적으로 거부했다. 반면 오스트리아 제국의 수상 펠릭스 슈바르첸베르크는 합스부르크 제국 전체에 대한 가입만을 승인했는데, 그 이유는 합스부르크가가 비독일 영토를 분리하고 해체하면서까지 독일에 속하려고 하지 않았기 때문이다.

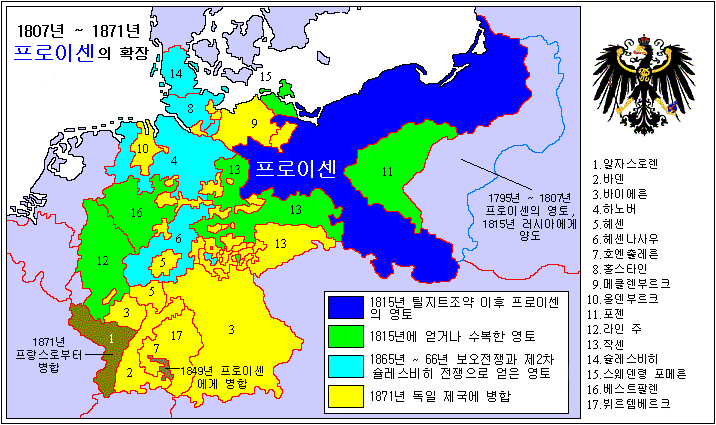
1807년부터 1871년 독일의 통일까지의 프로이센의 확장을 나타낸 지도. 짙은 파란색은 1807년 당시 프로이센의 영토, 초록색 영토는 1815년 빈 조약에 의해, 하늘색 영토는 1866년 프로이센-오스트리아 전쟁을 통해, 노란색 영토는 1871년 프랑스-프로이센 전쟁 이후 합병된 영토를 나타낸다.

대독일 해결책의 여러 문제들 때문에, 국민의회의 일부 구성원, 특히 프로이센인들은 독일인과 비독일인을 포함한 오스트리아 제국 전체를 배제한 소독일 해결책을 주장했다. 이들은 주로 독일어권 인구를 보유한 강대국 프로이센이 통일 독일을 이끌기에 가장 적합하다고 주장했다. 그러나 작성된 헌법 초안은 오스트리아가 비독일 영토를 분리하고 통일 독일에 가입할 수 있는 가능성을 제시했다. 1849년 3월 30일, 프랑크푸르트 국민의회는 프로이센의 프리드리히 빌헬름 4세에게 독일 제국의 왕관을 제안했지만, 그는 거절했다. 1848년 혁명은 실패했고, 슈바르첸베르크가 독일 연방을 더 긴밀하게 통합하려는 여러 차례의 시도는 아무런 효과를 얻지 못했다.

## 프로이센-오스트리아 전쟁과 프로이센-프랑스 전쟁

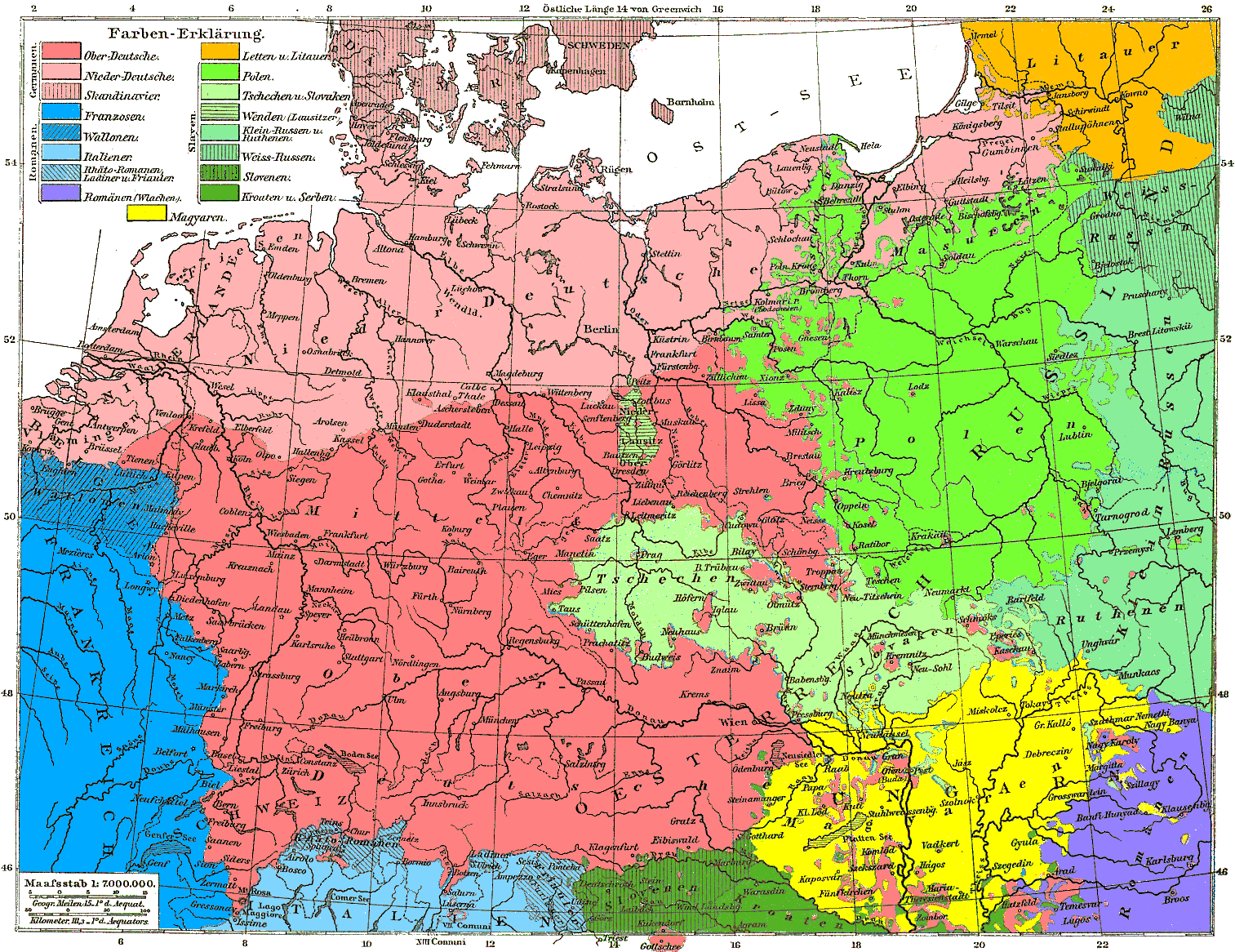
1881년에 그려진 독일의 중앙유럽 언어에 따른 지도.

여러 독일의 통일을 위한 노력들은 1866년 프로이센-오스트리아 전쟁에서 오스트리아가 프로이센에게 패배하면서 끝이 났다. 프라하 평화 협정 이후, 합스부르크의 영지가 민족주의 갈등으로 인해 크게 뒤흔들렸고 이를 해결하기 위해 1867년 오스트리아-헝가리 대타협을 체결하려고 노력할 동안, 프로이센의 총리 오토 폰 비스마르크는 통일 독일에서의 오스트리아 추방을 추진하여 오스트리아를 제외한 모든 독일 국가들을 프로이센의 지도 하에 통합시키는 데에 성공했다.
이러한 동시에 비스마르크는 북독일 연방을 설립하여 남부의 오스트리아와 바이에른의 가톨릭들이 독일에서 지배적인 세력이 되는 것을 견제했다. 또한 그는 프로이센-프랑스 전쟁을 성공적으로 이끌며 독일 남부의 국가들이 오스트리아-헝가리의 개입 없이 프랑스 제2제국에 맞써 연합할 것을 촉구했다. 프로이센이 전쟁에서 빠르게 승리한 후, 독일 문제에 대한 논쟁은 소독일 해결책이 우세를 가졌고, 전쟁에서 승리하여 얻은 위신을 활용하여 비스마르크는 남부 국가들을 통합한 독일 제국을 선포했다. 프로이센의 개신교가 독일에서 지배 세력이 되었으며, 오스트리아-헝가리는 독립된 별개의 국가를 구성했다. 이로써 최종적으로 소독일주의가 승리했다.

## 이후 역사에 대한 영향

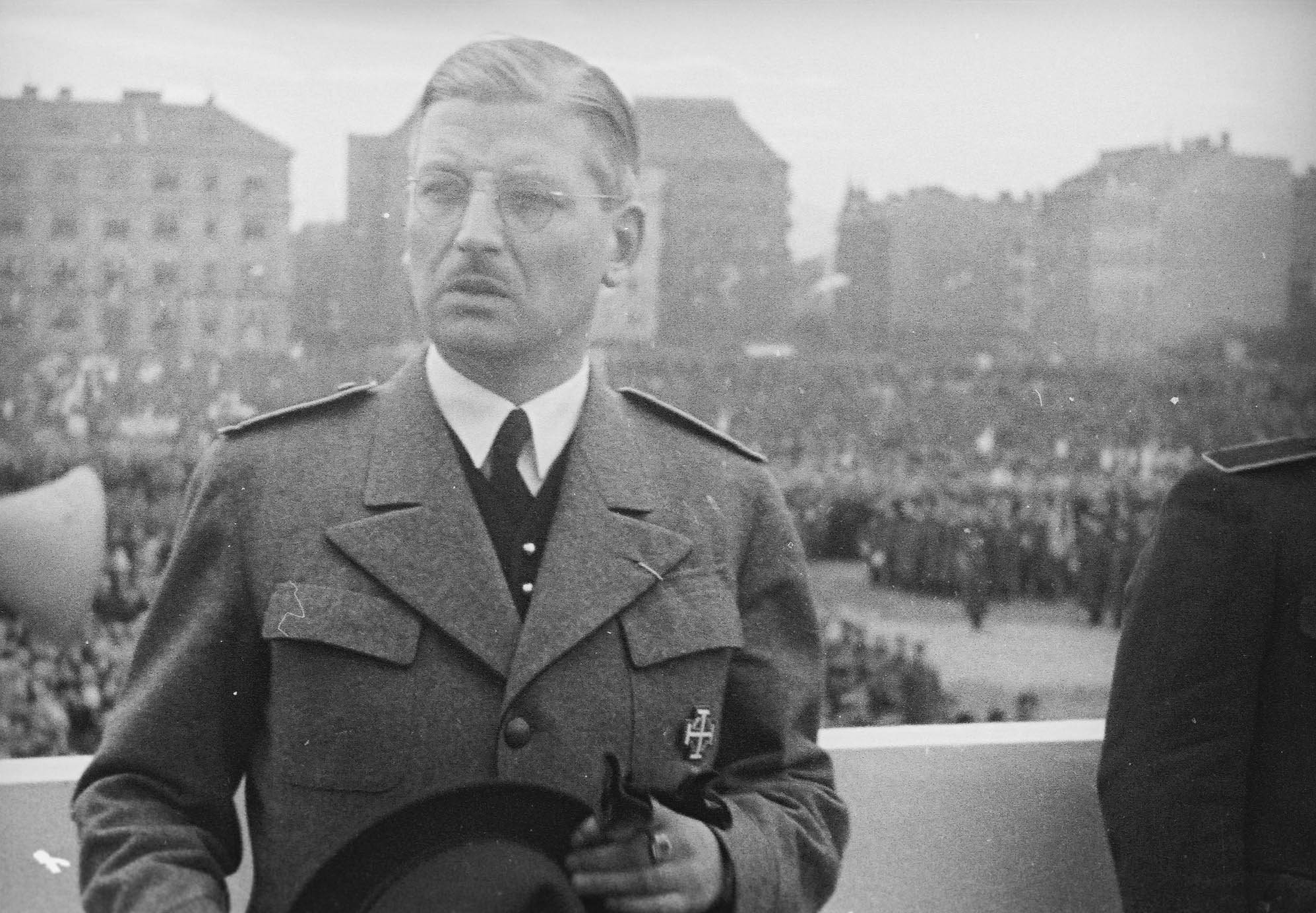
1934년부터 1938년까지 오스트리아의 총리였던 쿠르트 슈슈니크는 히틀러의 나치 독일이 오스트리아를 합병하는 것에 대해 강력히 반대했다.

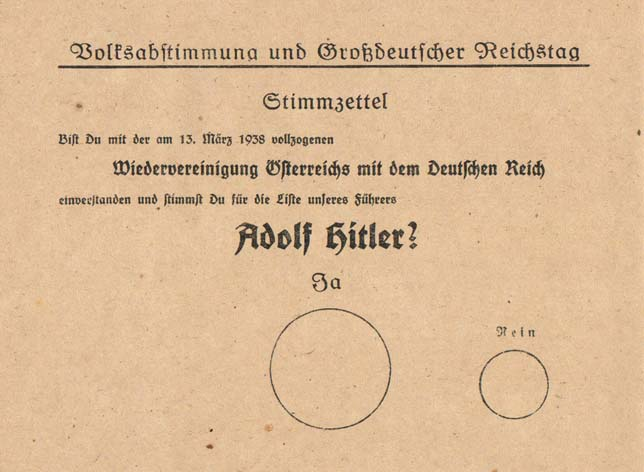
1938년 4월 10일에 투표용지의 모습. 투표용지에는 "1938년 3월 13일 제정된 독일 제국의 오스트리아 합병에 대해 동의하는가? 그리고 우리들의 지도자 아돌프 히틀러가 이끄는 정당에 투표하겠는가?"라고 적혀 있다. 큰 원은 "예"의 선택지이고, 작은 원은 "아니오"의 선택지이다.

독일어권 영토가 대부분인 오스트리아 영토가 통일된 대독일 국가에 합병되어야 한다는 주장은 오스트리아-헝가리의 일부 독일인들에 의해 유지되었다. 이후 이러한 주장은 제1차 세계 대전이 끝난 후, 오스트리아-헝가리가 해체되고 남은 잔존국 독일계 오스트리아 공화국이 선포되면서 다시 추진되었다. 이 주장의 지지자들은 이 독일계 오스트리아 공화국을 바이마르 공화국에 통합하려고 시도했다. 이러한 추진 시도는 생제르맹 조약과 베르사유 조약의 조건에 의해 금지되었지만, 오스트리아의 대독일인민당, 사회민주당과 같은 정당들은 이를 무시하고 이러한 주장을 펼쳤다.
1931년에는 오스트리아와 바이마르 공화국 간의 관세 동맹을 체결하려는 시도가 있었다. 이러한 시도는 나중에 윈스턴 처칠의 재정가가 될 헨리 스트라코쉬(Henry Strakosch)와 같은 오스트리아의 기업가들에 의해 큰 항의를 받았으며, 결국 오스트리아의 대규모 자금이체와 대공황의 여파로 인해 관세 동맹 시도도 사실상 불가능해졌다.
독일에서 오스트리아 태생의 아돌프 히틀러는 오스트리아와 독일 간의 통일을 확고하게 지지했고, 이러한 대독일에 대한 요구는 1920년 나치당의 강령에도 포함되었다. 독일에서 히틀러가 총리로 당선된 것은 독일과 오스트리아의 합병에 대한 압력을 증가시켰고, 이것은 오스트리아의 여러 정치인들을 동요시켰다. 그러나 파시스트 이탈리아는 히틀러와 우호 관계를 가지고 있었음에도 오스트리아와 독일 간의 통일을 강력히 반대했으며, 오스트리아의 정치인들이 이러한 주장을 하지 않도록 여러 방향으로 압력을 가했다. 한편, 오스트리아에서는 오스트리아의 역사에 초점을 맞추고 '오스트리아인'이라는 개념이 더 나은 독일인이라는 믿음을 가진 조국전선이 집권함으로서 독일에 합병되는 것에 강력히 반대했다. 1934년부터 1938년까지 오스트리아의 총리 쿠르트 슈슈니크는 '오스트리아'가 더 나은 '독일 국가'임을 주장했다. 이러한 여러 반발에도 불구하고, 독일의 민족주의자들의 대독일에 대한 열망은 지속되었고, 무솔리니의 이탈리아는 1936년 에티오피아 침공으로 인해 주의가 산만해졌으며 이는 이탈리아의 오스트리아에 대한 개입의 의지를 저하시켰다.
결국 1938년, 히틀러가 오랫동안 주장했던 그의 출생지인 오스트리아에 대한 독일의 합병은 이루어졌는데, 이는 베르사유 조약을 위반한 것이었으나, 국제연맹은 이를 제재할 수 없었다. 합병은 독일과 오스트리아의 국민들의 압도적인 지지 하에 이루어졌으며 직후 국민투표를 통해 승인되었다. 오스트리아가 넓은 비독일어권 영토를 지배했던 19세기 정치적 상황과는 대조적으로, 당시 오스트리아는 통일 독일의 새로운 종속 파트너가 되어 있었다. 1938년부터 1942년까지 이전 오스트리아 지역은 독일인들에 의해 '오스트마르크'(Ostmark)라고 불렸다. 19세기 대독일주의의 주장에서 확대된 통일 독일은 '대독일제국'(Großdeutsches Reich)이라고 언급되었으며, 구어적으로는 '대독일'(Großdeutschland)이라고 불렸다. 처음에 이러한 단어는 비공식적으로만 사용되었고, 공식적으로는 이후 1943년에 공식적으로 독일의 국명이 '대독일제국'으로 변경된 이후 쓰이게 되었다. 이 확장된 '대독일제국'은 독일과 오스트리아의 본토, 알자스-로렌, 룩셈부르크, 주데텐란트, 보헤미아-모라비아, 메멜, 독일에 합병된 폴란드, 단치히 자유시, 총독부를 포함했다.

1943년의 '대독일제국'

## 동독과 서독의 통일

1947년 독일의 국경. 흰색으로 표시된 지역은 독일이 전후 잃은 영토인 오데르-나이세선의 동쪽의 폴란드와 소련의 점령지와 자르 보호령을 나타낸다.

이 독일의 통일은 제2차 세계 대전까지만 유지되었다. 1945년 나치 독일이 연합국에 의해 패배하면서 이 '대독일'은 동독, 서독과 오스트리아로 분리되었다. 오스트리아 역시 독일 본토와 마찬가지로 연합국에게 점령당했지만 이후 1955년 오스트리아 국가 조약을 통해 완전한 주권과 중립국의 지위를 부여받은 동시에, 독일 본토와의 통일을 완전히 포기해야만 했다. 또한, 독일은 전통적인 동부 영토를 빼앗겼으며, 이 지역은 소련과 폴란드에 병합되었다. 룩셈부르크, 체코(당시의 체코슬로바키아), 슬로베니아(당시의 유고슬라비아)가 독립되었으며, 동유럽의 독일인들은 종전 이후 추방되었다.
독일 문제는 냉전의 기원에 있어 핵심적인 문제였다. 냉전 시기의 독일 문제를 해결하기 위한 연합국 간의 법적, 외교적 교류는 이전보다 상대적으로 평화로운 국제 질서의 기초를 형성했다. 독일의 분단은 4개의 점령지로 분할된 것을 시작으로 2개의 국가(동독과 서독)로 나뉘어졌으며, 이 상태는 베를린 장벽으로 인한 냉전의 심화부터 해소까지 1961-1991년 기간 동안 유지되었다. 1953년 동독 봉기 이후 6월 17일은 독일연방공화국의 공식 공휴일이 되었으며, 이는 '독일 통일의 날'이라는 공개적인 이름으로 불렸는데, 이것은 독일의 통일을 요구하는 의미였다.
1990년 서독과 동독이 통일된 후 현대 독일의 영토는 '대독일주의'의 주장보다는 오스트리아를 제외한 '소독일주의'의 구상에 더 가깝다. '대독일'의 개념이 나치즘과 관련되고 오스트리아의 국가 정체성이 향상되었기 때문에, 현대 독일과 오스트리아에서는 '대독일'을 옹호하는 주류 정치 집단이 존재하지 않는다. 대부분의 '대독일'을 옹호하는 사람들은 파시스트나 신나치주의자로 여겨진다.

## 같이 보기
- 양독 국경

### 내용주
1. ↑  오스트리아의 독일어권 지역과 그 외의 민족들의 지역을 모두 포함하여
2. ↑  There is, in political geography, no Germany proper to speak of. There are Kingdoms and Grand Duchies, and Duchies and Principalities, inhabited by Germans, and each separately ruled by an independent sovereign with all the machinery of State. Yet there is a natural undercurrent tending to a national feeling and toward a union of the Germans into one great nation, ruled by one common head as a national unit.
3. ↑  합스부르크가는 1740년 신성 로마 황제의 직위를 잠시 잃었지만, 곧바로 1745년 프란츠 1세가 황제가 되며 이후 1806년까지 황제 직위를 차지했다.
4. ↑  이는 대부분의 프로이센 지역을 포함한다.
5. ↑  소련이 점령한 동부 독일 영토는 오늘날 러시아의 칼리닌그라드주로 남아 있다.
6. ↑  구 프로이센의 지역이 현대 독일에 포함되지 않는다는 것을 제외하고

### 참조주
1. ↑  Robert D. Billinger (1991). Metternich and the German Question: States' Rights and Federal Duties, 1820–1834. University of Delaware Press.
2. ↑  Blumenau, Bernhard (2018). 〈German foreign policy and the "German Problem" during and after the Cold War〉.   B Blumenau; J Hanhimäki; B Zanchetta. 《New Perspectives on the End of the Cold War》. London: Routledge. 92–116쪽. doi:10.4324/9781315189031-6. ISBN 9781315189031.
3. ↑  "The Situation of Germany". (PDF) The New York Times, July 1, 1866.
4. ↑  Archives, The National (2019년 9월 9일). “The National Archives - Milestones to peace: The Treaty of St. Germain-en-Laye”. 《The National Archives blog》 (영국 영어). 2020년 8월 8일에 확인함.
5. ↑  “Internet History Sourcebooks”. 《sourcebooks.fordham.edu》. 2020년 8월 8일에 확인함.
6. ↑  Birgit Ryschka (2008). 《Constructing and Deconstructing National Identity: Dramatic Discourse in Tom Murphy's The Patriot Game and Felix Mitterer's In Der Löwengrube》. Peter Lang. ISBN 9783631581117. 2014년 6월 27일에 확인함.
7. ↑  “Bibliography: Anschluss”. 《www.ushmm.org》 (영어). 2020년 8월 8일에 확인함.
8. ↑  Lewkowicz, Nicolas (2010). 《The German Question and the International Order, 1943-1948》. New York and Basingstoke: Palgrave Macmillan. ISBN 978-0-230-28332-9.